# Дискография Аниты О’Дэй
Дискография американской певицы Аниты О’Дэй включает в себя двадцать четыре студийных альбома, шестнадцать концертных альбома, восемнадцать сборников и один бокс-сет.
В своих самых ранних записях Анита О’Дэй была вокалисткой в биг-бэндах Джина Крупы (1941—1942 и 1945—1946) и Стэна Кентона (1944). В первые годы своей сольной деятельности Анита О’Дэй записала несколько десятков концертных и студийных песен, в том числе десять треков, спродюсированных Бобом Тиле осенью 1947 года для лейбла Signature. В 1951—1956 годах О’Дэй пела с маленькими и большими студийными ансамблями для лейблов Clef и Norgran, основанных Норманом Гранцем, а в 1956 году стала первой артисткой, подписавшей контракт с Гранцем на только что созданном лейбле Verve Records. За этот период времени О’Дэй привлекла внимание джазового мира, записав 14 пластинок. После нескольких лет перерыва певица вернулась на сцену на джазовом фестивале в Берлине, выпустив концертный альбом в следующем году. В 1970-е годы О’Дэй записывалась в основном в Японии, в этот период вышло несколько студийных и концертных записей. В 1980-е годы певица возобновила плотную концертную и студийную деятельность в США и продолжала выпускать пластинки до середины 1990-х. Тогда же было издано большое количество всевозможных сборников. Свой последний студийный альбом Indestructible! певица выпустила незадолго до своей смерти в 2006 году.

## Альбомы

### Студийные альбомы
| Название                                                                    | Детали                                             |
| --------------------------------------------------------------------------- | -------------------------------------------------- |
| Anita O’Day Collates (также Anita O’Day Sings Jazz или The Lady Is a Tramp) | - Релиз: 1953 - Лейбл: Clef Records                |
| Songs By Anita O’Day (также An Evening with Anita O’Day)                    | - Релиз: 1955 - Лейбл: Norgran Records             |
| Anita (также This Is Anita)                                                 | - Релиз: 1956 - Лейбл: Verve Records               |
| Pick Yourself Up with Anita O’Day                                           | - Релиз: 1957 - Лейбл: Verve Records               |
| Anita Sings the Most                                                        | - Релиз: 1957 - Лейбл: Verve Records               |
| Anita O’Day Sings the Winners                                               | - Релиз: 1958 - Лейбл: Verve Records               |
| Cool Heat: Anita O’Day Sings Jimmy Giuffre Arrangements                     | - Релиз: 1959 - Лейбл: Verve Records               |
| Anita O’Day Swings Cole Porter with Billy May                               | - Релиз: 1959 - Лейбл: Verve Records               |
| Anita O’Day and Billy May Swing Rodgers and Hart                            | - Релиз: 1960 - Лейбл: Verve Records               |
| Waiter, Make Mine Blues                                                     | - Релиз: 1961 - Лейбл: Verve Records               |
| Trav’lin’ Light                                                             | - Релиз: 1961 - Лейбл: Verve Records               |
| All the Sad Young Men                                                       | - Релиз: 1962 - Лейбл: Verve Records               |
| Time for 2 (совместно с Колом Чейдером)                                     | - Релиз: 1962 - Лейбл: Verve Records               |
| Anita O’Day & the Three Sounds (совместно с The Three Sounds)               | - Релиз: 1963 - Лейбл: Verve Records               |
| Incomparable!                                                               | - Релиз: 1964 - Лейбл: Verve Records               |
| Anita 1975 (также I Get a Kick Out of You или A Song for You)               | - Релиз: 1975 (Япония) - Лейбл: Trio Records       |
| My Ship (также Anita O’Day)                                                 | - Релиз: 1975 (Япония) - Лейбл: Trio Records       |
| There’s Only One…                                                           | - Релиз: 1978 - Лейбл: Dobre Records               |
| Angel Eyes                                                                  | - Релиз: 1979 (Япония) - Лейбл: Lob                |
| Mello’day                                                                   | - Релиз: 1979 - Лейбл: GNP Crescendo Records       |
| Misty (также The Night Has a Thousand Eyes)                                 | - Релиз: 1982 (Япония) - Лейбл: Lob, Emily Records |
| In a Mellow Tone                                                            | - Релиз: 1989 - Лейбл: DRG Records Incorporated    |
| Rules of the Road                                                           | - Релиз: 1993 - Лейбл: Pablo Records               |
| Indestructible!                                                             | - Релиз: 18 апреля 2006 - Лейбл: Kayo Stereophonic |

### Концертные альбомы
| Название                                                         | Детали                                            |
| ---------------------------------------------------------------- | ------------------------------------------------- |
| Anita O’Day at Mister Kelly’s                                    | - Релиз: 1958 - Лейбл: Verve Records              |
| Anita O’Day in Berlin, Recorded Live at the Berlin Jazz Festival | - Релиз: 1971 (Германия) - Лейбл: MPS, BASF       |
| Live in Tokyo, 1975                                              | - Релиз: 1976 (Япония) - Лейбл: Trio Records      |
| Skylark — Live at Sometime                                       | - Релиз: 1978 (Япония) - Лейбл: Trio Records      |
| Live at Mingo’s                                                  | - Релиз: 1979 (Япония) - Лейбл: Trio Records      |
| Live at the City                                                 | - Релиз: 1980 - Лейбл: Emily Records              |
| Live at the City: The Second Set                                 | - Релиз: 1981 - Лейбл: Emily Records              |
| Anita O’Day in Tokyo ’63                                         | - Релиз: 1985 (Япония) - Лейбл: Polydor Records   |
| SS’ Wonderful                                                    | - Релиз: 1985 - Лейбл: Emily Records              |
| Live at Ronnie Scott’s London (также Wave)                       | - Релиз: 1986 - Лейбл: Hendring                   |
| At Vine St. Live                                                 | - Релиз: 1991 - Лейбл: Disques Swing              |
| Live in Person                                                   | - Релиз: 1993 - Лейбл: Star Line Productions      |
| Swing Time in Hawaii (совместно с Хербом Охтой)                  | - Релиз: 1996 - Лейбл: M&H Hawaii                 |
| Live in Concert Tokyo 1976                                       | - Релиз: 8 июня 1999 - Лейбл: Emily Productions   |
| The Breakfast Show                                               | - Релиз: 2007 - Лейбл: Emily Productions          |
| Anita O’Day Live at Basie                                        | - Релиз: 23 ноября 2007 - Лейбл: Ratspack Records |

### Сборники
| Название | Детали                                                     |
| --- | ---------------------------------------------------------- |
| Specials (также Singin’ and Swingin’ with Anita O’Day, Hi Ho Trailus Boot Whip или I Told Ya I Love Ya, Now Get Out) | - Релиз: 1951 - Лейбл: Advance                             |
| The Jazz Stylings of Anita O’Day                                                                                     | - Релиз: 1966 (Великобритания) - Лейбл: Verve Records      |
| Anita and Rhythm Section (также Anita O’Day или Anita O’Day 1972)                                                    | - Релиз: 1971 - Лейбл: Glendale Records                    |
| Once Upon a Summertime                                                                                               | - Релиз: 1973 - Лейбл: Anita O’Day Records                 |
| The Big Band Sessions                                                                                                | - Релиз: 1979 - Лейбл: Verve Records                       |
| Compact Jazz: Anita O’Day                                                                                            | - Релиз: 1993 - Лейбл: Verve Records                       |
| Verve Jazz Masters 49                                                                                                | - Релиз: 26 сентября 1995 - Лейбл: Verve Records           |
| Jazz ’Round Midnight                                                                                                 | - Релиз: 29 июля 1997 - Лейбл: Verve Records               |
| Let Me Off Uptown!                                                                                                   | - Релиз: 1999 - Лейбл: Columbia                            |
| Ultimate | - Релиз: 1999 - Лейбл: Verve Records                       |
| The Complete Anita O’Day Verve/Clef Sessions                                                                         | - Релиз: 1999 - Лейбл: Mosaic Records                      |
| Anita O’Day’s Finest Hour                                                                                            | - Релиз: 26 сентября 2000 - Лейбл: Verve Records           |
| And Her Tears Flowed Like Wine                                                                                       | - Релиз: 2000 (Германия) - Лейбл: Past Perfect Silver Line |
| Live at the City, San Francisco 1979                                                                                 | - Релиз: 2001 - Лейбл: Emily Productions                   |
| Diva | - Релиз: 2003 - Лейбл: Verve Records                       |
| Essential O’Day (Basin Street West 1964)                                                                             | - Релиз: 2007 - Лейбл: Emily Productions                   |
| Let Me Off Uptown | - Релиз: 2010 - Лейбл: Mr. Music                           |
| Skylark | - Релиз: 2010 - Лейбл: Kayo Stereophonic                   |
| Have a Merry Christmas with Anita O’Day                                                                              | - Релиз: 2013 - Лейбл: Kayo Stereophonic                   |